# Kronika oliwska
Kronika oliwska – kronika spisana przez zakonników w klasztorze cystersów w Oliwie (Gdańsk) w latach 1186–1350. W kronice opisano dzieje powstania klasztoru, a także opisano panowanie książąt gdańskich z dynastii Sobiesławiców oraz polskich książąt piastowskich Przemysła II i Władysława Łokietka na Pomorzu Gdańskim. Historycy niemieccy przypisują jej autorstwo przeorowi klasztoru Gerhardowi von Braunswalde, natomiast polscy twierdzą, że autorem był opat oliwski Stanisław. Oryginał Kroniki zaginął w czasie zniszczenia klasztoru oliwskiego przez protestantów gdańskich w 1577 roku, kiedy Gdańsk zbuntował się przeciwko królowi Stefanowi Batoremu. W 2008 roku Kronika została przetłumaczona na język polski z zachowanej kopii.